# Chrabarsko
Chrabarsko of Hrabarsko (Bulgaars: Храбърско) is een dorp in het westen van Bulgarije. Het dorp is gelegen in de gemeente Bozjoerisjte in de oblast Sofia. Het dorp ligt hemelsbreed ongeveer 24 km ten noordwesten van de hoofdstad Sofia.

## Bevolking
Op 31 december 2020 telde het dorp Chrabarsko 775 inwoners. Het aantal inwoners vertoont al vele jaren een dalende trend: in 1956 had het nog 1.485 inwoners.
| Bevolkingsontwikkeling tussen 1934 en 2020          |
| --------------------------------------------------- |
|                                                     |
| Bron: Nationaal Statistisch Instituut van Bulgarije |

Het dorp wordt nagenoeg uitsluitend bewoond door etnische Bulgaren. In 2011 identificeerden 592 van de 598 respondenten zichzelf als etnische Bulgaren (99%). 
| Etnische samenstelling van de respondenten (2011) | Etnische samenstelling van de respondenten (2011) | Etnische samenstelling van de respondenten (2011) | Etnische samenstelling van de respondenten (2011) | Etnische samenstelling van de respondenten (2011) |
| ------------------------------------------------- | ------------------------------------------------- | ------------------------------------------------- | ------------------------------------------------- | ------------------------------------------------- |
|                                                   |                                                   |                                                   |                                                   |                                                   |
| Bulgaren                                          | Bulgaren                                          |                                                   | 99,0%                                             | 99,0%                                             |
| Turken                                            | Turken                                            |                                                   | 0,0%                                              | 0,0%                                              |
| Roma                                              | Roma                                              |                                                   | 0,5%                                              | 0,5%                                              |
| Anders/Onbekend                                   | Anders/Onbekend                                   |                                                   | 0,5%                                              | 0,5%                                              |